# Hambúrguer vegetariano

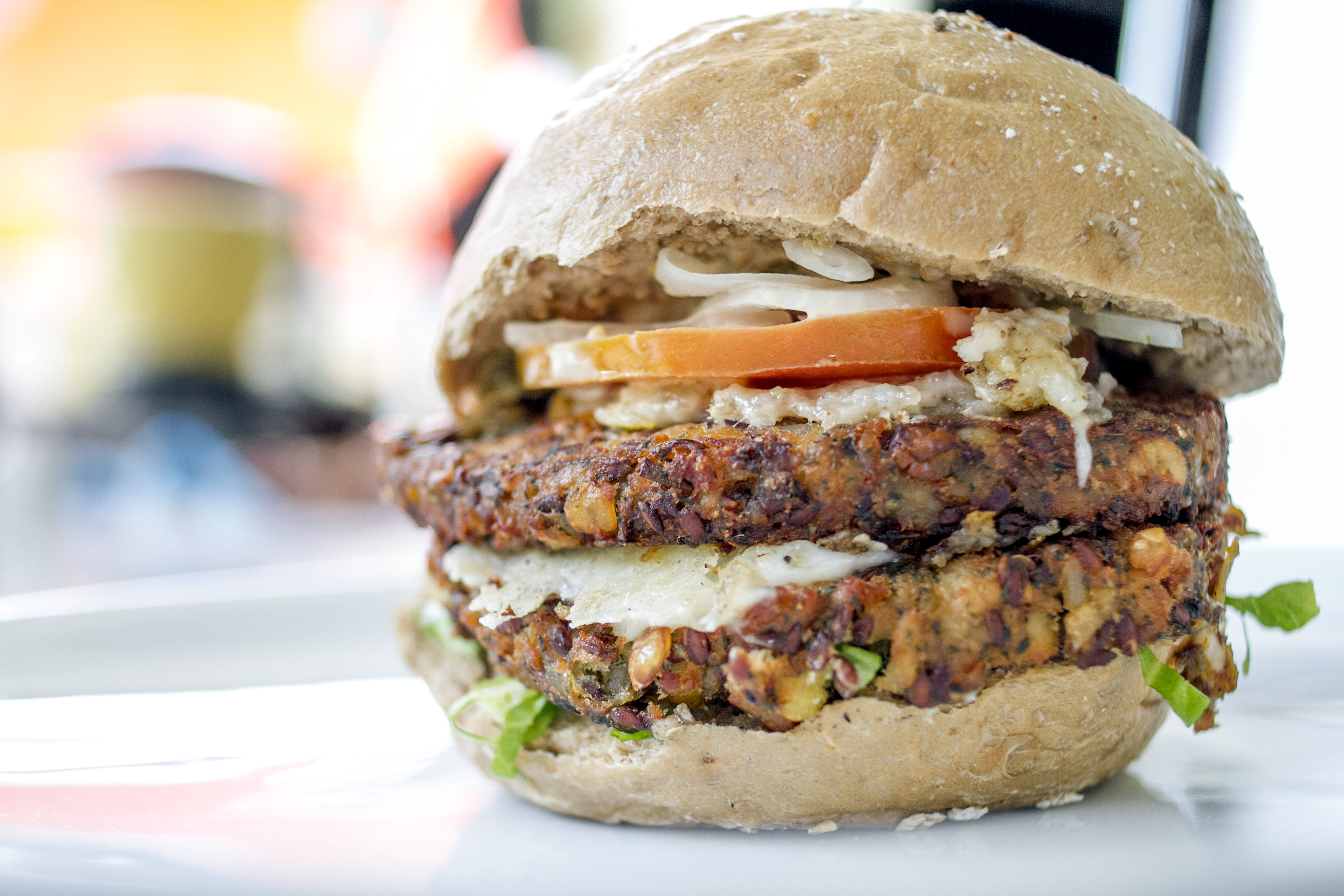
Hambúrguer duplo vegano com tomate, alface e molho

Um hambúrguer vegetariano é um sanduíche feito sem carne, mas que pode conter outros elementos de origem animal, tais como o ovo ou o leite. O hambúrguer vegetariano pode ser feito de milho, batata, proteína texturizada de soja, leguminosas, tofu, cogumelos, cereais etc. Quando não contém produtos de origem animal, é chamado de vegan burguer ou hambúrguer vegano.

## História
O hambúrguer vegetariano já está presente há milênios na culinária da Eurásia sob a forma de almôndegas ovais e caftas indianos vegetarianos. Em 1981, Paul Wenner criou o Gardenburger no seu restaurante vegetariano The Gardenhouse, em Gresham, no Oregon, nos Estados Unidos. Em 1982, em Londres, Gregory Sams criou o Vegeburger. Desde o início do século XXI, muitas cadeias de fast-food têm servido hambúrgueres vegetarianos.

## Atualidade
Na Índia, país onde grande parte da população é vegetariana, cadeias de fast-food como McDonald's, Burger King, Wendy's e KFC servem Sanduíche vegetarianos. Em 2012, o McDonald's abriu sua primeira loja exclusivamente vegetariana nesse país. Essa cadeia de fast-food também serve Sanduíche vegetarianos no Bahrein, Hong Kong, Emirados Árabes Unidos, Egito, Grécia, Malásia, Alemanha, Países Baixos, Suécia e Suíça. Desde abril de 2005, cadeias como Burger King, Hungry Jack's, Subway, Red Robin, Chili's, Denny's, Friendly's, Culvers, Johnny Rockets e Hard Rock Cafe servem Sanduíche vegetarianos nos Estados Unidos. No Brasil, em 2006, foi criada a cadeia Hareburger, baseada em Sanduíche vegetarianos.